# Bražuolės upės slėnis žemiau Vilūniškių
Bražuolės upės slėnis žemiau Vilūniškių este o arie protejată (sit de importanță comunitară — SCI) din Lituania întinsă pe o suprafață de 29 ha, integral pe uscat.

## Localizare
Centrul sitului Bražuolės upės slėnis žemiau Vilūniškių este situat la coordonatele 54°44′56″N 24°52′12″E / 54.7489°N 24.87°E.

## Înființare
Situl Bražuolės upės slėnis žemiau Vilūniškių a fost declarat sit de importanță comunitară în martie 2009 pentru a proteja 2 specii de plante.

## Biodiversitate
Situată în ecoregiunea boreală, aria protejată conține 2 habitate naturale: Izvoare fino-scandinave și mlaștini produse de izvoare bogate în minerale, Mlaștini alcaline.
La baza desemnării sitului se află mai multe specii protejate de  plante (2): moșișoare (Liparis loeselii), ochii-șoricelului (Saxifraga hirculus).
Pe lângă speciile protejate, pe teritoriul sitului au mai fost identificate 2 specii de plante.